# Димитър Иванчев
Вижте пояснителната страница за други личности с името Димитър Иванчев.
Димитър Илиев Иванчев е български политик от Българския земеделски народен съюз (БЗНС).

## Биография
Димитър Иванчев е роден на 8 ноември 1897 г. в село Тишевица, Врачанско. През Първата световна война (1915 – 1918 г.) служи във Втори пехотен полк – командир е на картечен взвод на южния фронт при Яребична и взима участие във всички походи и боеве на частта. След войната е учител в село Ставерци, Оряховско.
Общественият и политическият на Иванчев живот започва рано – още през 1922 – 1923 г. е един от редакторите на вестник „Земеделско знаме“, а по-късно и на вестник „Младежко земеделско знаме“. По същото време е частен секретар на Райко Даскалов – тогавашен министър на вътрешните работи. Един от основателите на Младежкия земеделски съюз, той участва в ръководството, а също и в това на международния Славянски младежки съюз. Целият му живот и дейност са тясно свързани с развитието на БЗНС и с неговите борби.
През 1924 г. Димитър Иванчев завършва Юридическия факултет на Софийския университет „Свети Климент Охридски“. От 1929 г. е адвокат в Оряхово, а след това и в София. За пръв път е избран за народен представител в XXIV обикновено народно събрание на 20 март 1938 г., а за втори в XXV на 21 януари 1940 г.
След Деветосептемврийския преврат от 1944 г. Димитър Иванчев е адвокат на някои видни политически дейци. Откроява се най-вече в процеса срещу Никола Петков. Без съд и присъда престоява година и половина в лагера „Куциян“ в Перник. Впоследствие многократно е изселван и интерниран в различни краища на страната.